# Antonio Bianchi (fantino)
Antonio Bianchi detto Gobbo Fenzi (San Giovanni Valdarno, 17 aprile 1825 – San Giovanni Valdarno, 30 luglio 1900) è stato un fantino italiano.
Noto anche come Napoleone, vinse una volta il Palio di Siena, nel 1852.
Era fratello di un altro fantino: Giovacchino Bianchi detto Natalino.

## Carriera
Gobbo Fenzi esordì in Piazza del Campo al Palio del 2 luglio 1846, difendendo i colori della Pantera.
La prima carriera che lo vide protagonista fu quella del 4 luglio 1847: con il giubbetto della Tartuca, giunse secondo, preceduto di poco da Figlio di Bonino, fantino del Bruco.
L'unica affermazione di Gobbo Fenzi al Palio si registrò il 16 agosto 1852, con i colori del Valdimontone: approfittando del duro ostacolo di Pilontra e Partino Minore, fantini rispettivamente dell'Istrice e del Drago, ai danni del Gobbo Saragiolo, portacolori della favorita Oca, Gobbo Fenzi prese la testa della corsa già al primo passaggio davanti a Fonte Gaia e riuscì a concludere vittorioso i tre giri di Piazza.
Chiuse la propria esperienza senese il 16 agosto 1861, correndo per la Selva il suo ventiduesimo e ultimo Palio.

## Presenze al Palio di Siena
Le vittorie sono evidenziate ed indicate in neretto.
| Palio          | Contrada     | Cavallo                    | Note   |
| -------------- | ------------ | -------------------------- | ------ |
| 2 luglio 1846  | Pantera      | Morello di F. Bartolini    |        |
| 16 agosto 1846 | Pantera      | Morello di P. Petri        |        |
| 4 luglio 1847  | Tartuca      | Baio di G. Pesucci         |        |
| 16 agosto 1847 | Tartuca      | Morello di G.B. Bernini    |        |
| 16 agosto 1849 | Bruco        | Morello di L. Paolini      |        |
| 2 luglio 1850  | Drago        | Morello di A. Ciabattini   |        |
| 3 luglio 1851  | Giraffa      | Morello di A. Bianciardi   |        |
| 17 agosto 1851 | Oca          | Morello di A. Roi          |        |
| 2 luglio 1852  | Onda         | Morello di M. Guglielmi    |        |
| 16 agosto 1852 | Valdimontone | Morello di L. Grandi       |        |
| 3 luglio 1853  | Valdimontone | Morello di S. Franci       |        |
| 16 agosto 1853 | Lupa         | Baio di G. Cei             | scosso |
| 2 luglio 1854  | Selva        | Grigio di L. Grandi        |        |
| 16 agosto 1854 | Selva        | Grigio di M. Lotti         | scosso |
| 2 luglio 1855  | Valdimontone | Morello L. Grandi          |        |
| 2 luglio 1856  | Valdimontone | Morello di S. Franci       |        |
| 15 agosto 1856 | Torre        | Morello di G. Zazzeroni    |        |
| 16 agosto 1858 | Selva        | Morello di A.Giusti        |        |
| 27 aprile 1860 | Selva        | Baio dei fratelli Merlotti |        |
| 2 luglio 1860  | Drago        | Morello di S. Leoncini     |        |
| 16 agosto 1860 | Leocorno     | Morello di G. Savelli      |        |
| 16 agosto 1861 | Selva        | Morello di C. Angelucci    |        |